# Franziskanerkloster Lienz

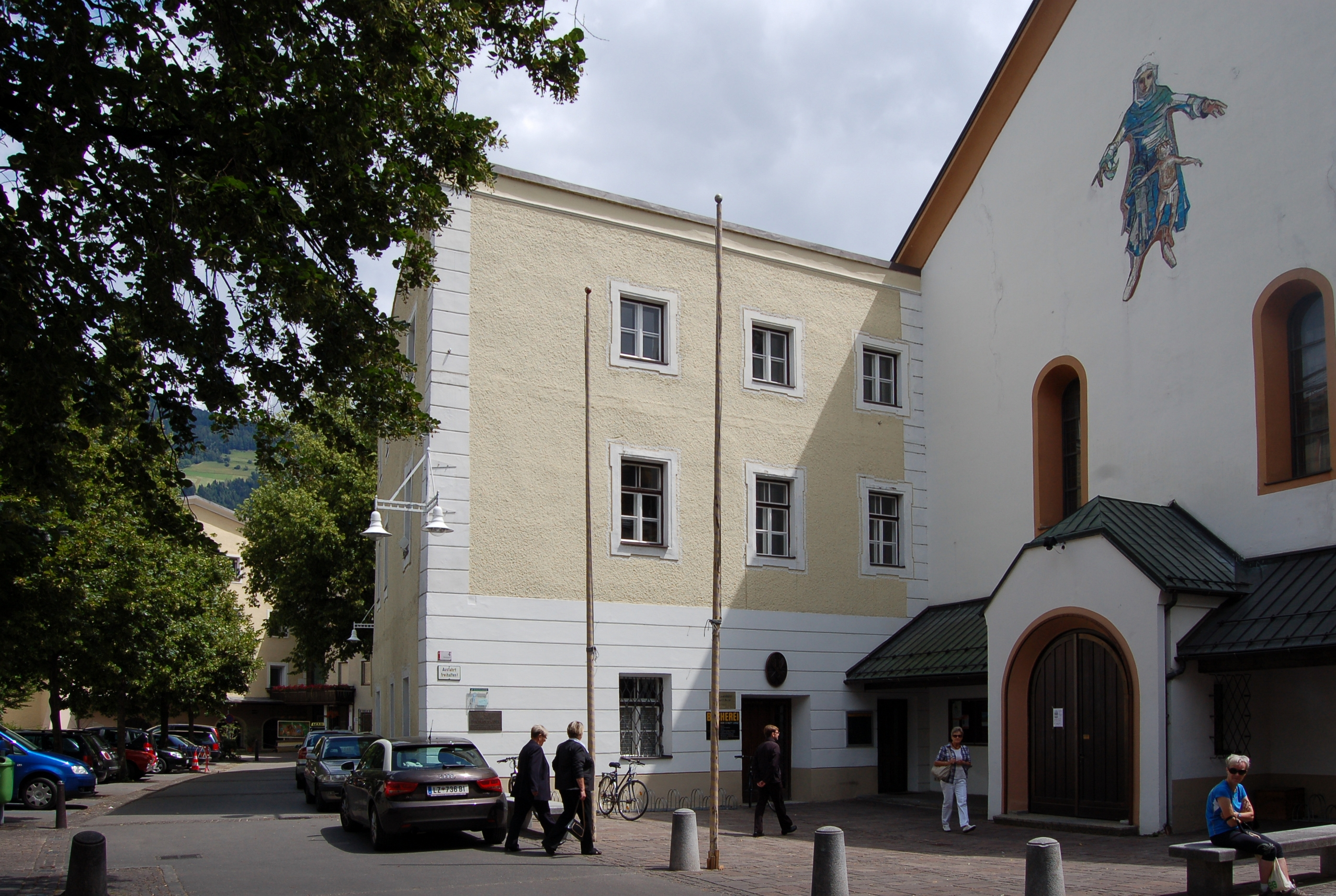
Franziskanerkloster (2011)

Das Franziskanerkloster Lienz befindet sich im Zentrum der Stadt Lienz in Osttirol und war früher ein Karmelitenkloster. Das Gebäude steht unter Denkmalschutz (Listeneintrag).

## Geschichte
Als Ersatz für das Franziskanerkloster in Innsbruck, das durch Kaiser Joseph II. am 11. April 1785 aufgehoben wurde und in dem heute das Tiroler Volkskunstmuseum untergebracht ist, wurde den Franziskanern das Karmelitenkloster in Lienz übergeben. Die Karmeliten mussten das Kloster verlassen, damit die Brüder der Tiroler Franziskanerprovinz am 19. April 1785 einziehen konnten. Ihre Aufgabenbereiche sollten die Seelsorge und der Schuldienst in Lienz sein. Von den 22 Mitgliedern des neuen Konvents waren sechs als Professoren am Lienzer Gymnasium und zwei als Lehrer an der Normalschule tätig. Seit 1787 bis heute betreuen die Franziskaner das Kloster der Dominikanerinnen („Klösterle“) als Beichtväter. Im Jahre 1788 wurde an der Klosterkirche eine Hilfspfarre für die Stadt Lienz eingerichtet, und die Franziskaner begannen ihre Seelsorgsarbeit im Krankenhaus.
Am 11. April 1798 wurde beim Brand von Lienz das Dach des Klosters und der Kirche zerstört. Zudem waren die ersten Jahrzehnte des Bestehens für das Kloster durch die politischen Umstände (Aufklärung, Tiroler Freiheitskampf) sehr turbulent. 1807 wurde das Lienzer Gymnasium durch die herrschende bayrische Regierung aufgehoben und damit den Franziskanern die finanzielle Basis entzogen. 1809 musste ein Großteil des Klosters für die Einquartierung von Soldaten geräumt werden. Zwar ging in diesen unruhigen Zeiten die Zahl der Mitglieder des Konvents auf 13 im Jahre 1815 zurück, doch konnte sich das Kloster in der Folge wieder erholen und sein seelsorgliches Wirken in Lienz und Umgebung entfalten.
Schwere Jahre traten erst wieder während der nationalsozialistischen Herrschaft ein. 1938 wurde den Franziskanern die Sammlung von Lebensmitteln für ihren Unterhalt verboten. 1940 mussten große Teile des Klosters für ein mögliches Museum geräumt werden, das aber später im Schloss Bruck untergebracht wurde. Nach dem Zweiten Weltkrieg richtete Bischof Paulus Rusch im Jahre 1948 die Pfarre „St. Marien“ an der Klosterkirche ein. Für die Pfarrtätigkeiten wurde 1968 das Kloster erweitert und im Zeitraum von 1974 bis 1978 die Kirche renoviert.
Heute betreuen die ca. 5 Franziskaner des Lienzer Konvents vor allem die Pfarre „St. Marien“, in deren Gebiet ca. 4200 Katholiken leben, und sind auch für seelsorgliche Aushilfen in der Umgebung von Lienz unterwegs. Außerdem sind sie als Seelsorger im Krankenhaus, in Altenheimen und für die Dominikanerinnen tätig. Nach der Fusion der Tiroler mit der Österreichischen Franziskanerprovinz im Jahr 2007 gehört das Kloster jetzt zur Franziskanerprovinz Austria.

## Sehenswürdigkeiten
- Gotische Fresken in der Klosterkirche aus dem 15. Jahrhundert
- Kreuzgang des Klosters mit Bildern aus der Karmelitenzeit (1705)
- Lourdesgrotte im Kreuzgang (1972)
- Flügelaltar mit einer Darstellung Mariens inmitten der Apostel in der Klosterkirche von José Pirkner (1976)
- Mosaikbild (Maria als Spenderin aller Gnaden) an der Kirchenfront von José Pirkner (1978)